# Максену
Максену (рум. Maxenu) — село у повіті Бузеу в Румунії. Входить до складу комуни Цинтешть.
Село розташоване на відстані 90 км на північний схід від Бухареста, 11 км на південь від Бузеу, 101 км на південний захід від Галаца, 118 км на південний схід від Брашова.

## Населення
За даними перепису населення 2002 року у селі проживали 2085 осіб. Усі жителі села рідною мовою назвали румунську.
Національний склад населення села:
| Національність | Кількість осіб | Відсоток |
| -------------- | -------------- | -------- |
| румуни         | 2057           | 98,7%    |
| цигани         | 28             | 1,3%     |